# XFG-1 (航空機)
XFG-1
- 用途：燃料輸送用滑空機
- 設計者：ジョージ・コーネリアス
- 製造者：コーネリアス・エアクラフト Co.
- 運用者：アメリカ陸軍航空軍
- 初飛行：1944年
- 生産数：2機
- 運用状況：1945年に開発中止

コーネリアス XFG-1（Cornelius XFG-1）は、アメリカ陸軍航空軍が試作した燃料輸送滑空機（軍用グライダー）。この機には尾翼がなく、また前進翼を装備していた。2機が製作されたものの、開発作業は1945年に終了となった。

## 設計及び開発
コーネリアス XFG-1は「MX-416」計画コードのもとで開発され、軍の一般的ではない任務を意図しており、空力学上珍しい航空機だった。航空技術者ジョージ・コーネリアスは1920年代から、特異な可変取付け角を特色とする航空機の実験を続けていた。彼の手になる初期の2機は従来通りだったものの、1943年製作の第3の機体コーネリアス・マラードはそうではなく、水平尾翼を欠き、低アスペクト比で角度の強い前進翼を有した。詳細な点では非常に異なるものの、XFG-1はマラードの経験において製作された。XFG-1の1/4スケールの模型が1機、風洞実験のために製作された。
「FG」の名称はfuel gliderを意味しており、またその任務は燃料輸送だった。機体は別の航空機の後方で牽引されるもので、現代的な兵員輸送用のグライダーのようであったが、この機の胴部燃料タンクには2,563リットルの航空用ガソリンが収容された。他のWaco CG-4のような兵員輸送用グライダーに似ず、当時の先進的な爆撃機や輸送機により、XFG-1は400km/hの巡航速度で牽引することができた。
提案では大規模輸送を支持しており、パイロットの乗り組む牽引バージョンが含まれていたものと推測される。この滑空機は離陸後に車輪を投棄し、スキッドを用いて着地した。または無人バージョンではB-29爆撃機の後方に牽引され、燃料の移送が完了した後に切り離されて放棄された。この計画の意図は、牽引機の航続距離を延長するため、グライダーが基本的に翼の生えた増槽として働くことにあった。
XFG-1は高翼形式の単葉機であり、主翼の後方に垂直安定板が配された。この主翼はかなり高アスペクト比であり、また適度な前傾角がついていた。初期のコーネリアス製航空機の主翼は空中で取付け角を可変できたものの、XFG-1の取付け角は地上においてのみ調整することができ、セッティングは3度及び7度の2種類だった。水平尾翼は存在しない。またこの機体には単純な固定式の三輪支持装置と、従来的な単座コックピットが設けられていた。このタイプは2機の試作機が製作された。

## 運用履歴
2機の試作機が製造され、1944年から1945年にかけて32回の飛行を実施したものの、最初の機体はスピンにより喪失、パイロットが死亡した。その致命的な1度ではない飛行実験の多くはアリフレッド・ライサーマンがパイロットを務めた。燃料輸送グライダーという概念は第二次世界大戦の終結により放棄された。

## 諸元（XFG-1）
データはFahey 1946, p. 37。
- 乗員：1名
- 全長：8.92 m
- 翼幅：16.46 m